# Halo: Привиди Онікса
«Halo: Ghosts of Onyx» (укр. Halo: Привиди Онікса) — науково-фантастичний роман, супутній до серії відеоігор Halo, написаний Еріком Ніландом. Виданий Tor Books 31 жовтня 2006 року. Книгу було адаптовано як аудіокнигу 6 лютого 2007 року
Роман є четвертою художньою книгою за серією Halo та оповідає про події після фіналу гри Halo: Combat Evolved і під час Halo 2. Програма «Спартанець» розсекречується і розвивається, а в надрах планети Онікс пробуджується невідома сила. Люди сподіваються заволодіти технологіями Предтеч з неї та використати їх для боротьби з Ковенантом, але і Ковенант думає про те ж.

## Сюжет
Нове покоління «Спартанців-III», що складається з 300 осіб, у 2554 році виконує завдання на планеті Дельта Пегаса, де знищує заправну станцію Ковенанту. Завдання виконується, але ціною того, що з усіх «Спартанців» виживають лише двоє: Том-B292 і Люсі-B091. Люсі до того ж стає німою через шок від загибелі своїх товаришів.
Дія переноситься у 2531 рік, коли «Синя» команда попереднього покоління повертала викрадені повстанцями на планеті Вікторія ядерні боєголовки. «Спартанці» потрапляють в полон до ватажка повстанців Говарда Грейвіса. Джон (Майстер Чіф) з товаришами опиняються в пастці, тоді як Курт обходить бази і проривається всередину на позашляховику. Завдяки йому полонені звільняються і ватажка вдається вбити.
Полковник Джеймс Акерсон зустрічається з віце-адміралом Маргарет Парагонські та домовляється, що проект «Спартанець-II», попри свою ефективність, надто затратний. Акерсону виділяється планета Онікс, де він має натренувати «Спартанців-III», не таких сильних, зате чисельних і простих у підготовці. Як наставника він обирає Курта, перед тим влаштувавши йому випробування. Акерсон доручає Курту підшукати кандидатів і дає йому прізвище Емброуз, щоб приховати походження «Спартанця». Курт відбирає сиріт та починає випробовувати їхню витривалість та сміливість. Згодом йому доповідають, що практично всі бійці загинули в операції зі знищення космічної верфі Ковенанту. Нова група також гине, виживають тільки Том з Люсі. Курт таємно впроваджує медикаментозне посилення можливостей мозку солдатів, що помічає ШІ Сувора Зима.
За якийсь час три групи «Спартанців» змагаються на Оніксі за звання найкращої. Змагання відбувається біля зони, в якій раніше зникли кілька бійців і ці опиняються там же. В тій місцевості на них нападають невідомі дрони. Доктор Голзі з Келлі-087 прибувають на кораблі «Беатріс» розслідувати інцидент, але самі потрапляють під вогонь дронів, їхній транспорт падає на Онікс. Вже знаючи про знахідку Майстром Чіфом Гало, Голзі опізнає дронів як роботів Предтеч. Доктор посилає командування ККОН сигнал про допомогу за допомогою ШІ Нескінченне Літо, який заглушує повідомлення Кортани про прибуття Чіфа на Ключ-кораблі Предтеч та загрозу Потопу. Ковенант висаджується на Землі, але адмірал Терренс Гуд відкликає з передової «Спартанців» Фреда, Лінду та Вілла, направляючи їх на Онікс.
Повідомлення Голзі перехоплюють повсталі проти Ковенанту еліти з Гало (Установки 05) і посилають на Онікс флот, щоб відібрати його скарби. Кораблі відлітають, але трофейна бомба на борту флагмана вибухає, знищуючи майже весь флот повстанців. Залишки прибувають до Онікса та вступають в бій з роботами Предтеч і людськими силами. Голзі аналізує зібрані дані та відкриває, що планета всередині порожниста. Онікс є Щитовим світом Предтеч, в якому вони ховалися від дії Гало. Сам Щитовий світ схований у гіперпросторі, тоді як видима частина Оніксу приховує цю зону. Голзі знаходить телепортаційну систему Предтеч, через яку можна перенестися у місця як на поверхні, так і всередині. На полюсі Оніксу виявляється завод зі створення роботів, який постійно продукує нових. Група «Спартанців» з Голзі слідує туди і виводить з ладу завод, змусивши роботів стріляти в ключові пристрої. Потім вони виявляють стазисні капсули зі зниклими товаришами. Курт стримує переслідування елітів-повстанців і підриває за собою дві ядерні бомби, щоби ті не пробралися всередину Оніксу. Спричинений землетрус руйнує кору планети і під нею виявляються мільярди роботів, зчеплених між собою. Вони атакують війська Ковенанту, але разом з тим розформовують планету.
Голзі з кількома «Спартанцями» тікає через телепорт всередину Щитового світу, не бачачи способу вибратися. Внутрішня поверхня схованої в гіперпросторі конструкції виявляється покритою лісами і морями. Фред очолює групу з дослідження Оніксу, щоб вибратися з конструкції, а Келлі вітає евакуйованих новобранців.

## Оцінки й відгуки
Роман отримав переважно позитивні відгуки і ввійшов до списку бестселлерів листопада 2006 року за версією «The New York Times». Інтернет-видання IGN написало, що попри очевидну комерційність, твір є майстерною аналогією того, що відбувалося з героями Halo 3, при цьому не спойлерячи гру. Було високо оцінено персонажів, але зауважувалося, що читачам слід уважно слідкувати за місцями й датами, позаяк дія постійно перестрибує з одного часового відрізку в інший і з планети на планету. Subnova похвалили мову і сюжет, але розкритикували роман за засилля нових персонажів і надто малу увагу до героїв попередніх літературних творів та відеоігор.